# Вест-Донегал Тауншип (округ Ланкастер, Пенсільванія)
Вест-Донегал Тауншип (англ. West Donegal Township) — селище (англ. township) в США, в окрузі Ланкастер штату Пенсільванія. Населення — 8944 особи (2020).

## Демографія
Згідно з переписом 2010 року, у селищі мешкало 8260 осіб у 3163 домогосподарствах у складі 2205 родин. Було 3313 помешкання
Расовий склад населення:
| - 97,5 % — білих - 0,7 % — чорних або афроамериканців - 0,7 % — азіатів |

До двох чи більше рас належало 0,8 %. Частка іспаномовних становила 1,5 % від усіх жителів.
За віковим діапазоном населення розподілялося таким чином: 21,5 % — особи молодші 18 років, 50,0 % — особи у віці 18—64 років, 28,5 % — особи у віці 65 років та старші. Медіана віку мешканця становила 47,5 року. На 100 осіб жіночої статі у селищі припадало 90,5 чоловіків;  на 100 жінок у віці від 18 років та старших — 85,2 чоловіків також старших 18 років.
Середній дохід на одне домашнє господарство  становив 79 236 доларів США (медіана — 60 847), а середній дохід на одну сім'ю — 94 733 долари (медіана — 82 542). Медіана доходів становила 59 470 доларів для чоловіків та 43 768 доларів для жінок. За межею бідності перебувало 1,5 % осіб, у тому числі 1,5 % дітей у віці до 18 років та 3,2 % осіб у віці 65 років та старших.
Цивільне працевлаштоване населення становило 3570 осіб. Основні галузі зайнятості: освіта, охорона здоров'я та соціальна допомога — 25,6 %, виробництво — 16,7 %, науковці, спеціалісти, менеджери — 9,4 %, роздрібна торгівля — 8,1 %.